# インディアナ・ペイサーズ
インディアナ・ペイサーズ（Indiana Pacers）は、インディアナ州インディアナポリス市に本拠を置く全米プロバスケットボール協会 (NBA) のチーム。イースタン・カンファレンス、セントラル・ディビジョン所属。チーム名のpacerとは測定馬のことで、インディアナ州は競馬が盛んな土地である。また、本拠地のあるインディアナポリスは自動車レースのインディ500が有名で、それに用いられるペースカーにもちなんでいる。

## 歴史
アメリカでもバスケットボール人気の高いインディアナ州には、かつてインディアナポリス・ジェッツ（もとのコートスカイズ）とその後を継いだインディアナポリス・オリンピアンズというプロチームがあった。NBA創成期に活動したこの2チームは1950年代前半には消滅。その後長らくインディアナ州にプロのバスケットボールチームはなかった。

### ABA時代
1967年にNBAに対する立場でもう一つのプロバスケットボールリーグABAが結成されると、インディアナにプロバスケットボールチームを求めていた地元の財界人8名が出資しあい、インディアナ・ペイサーズが創設された。
初期のペイサーズはABAを代表する強豪の一つだった。1970年には59勝25敗で初優勝、1972年には47勝だったものの再び優勝し、翌1973年には2連覇を果たした。この時代のスター選手はジョージ・マクギニスだった。
ABAは次第に財政難に陥るようになり、リーグは1976年に解散することになった。翌シーズンよりペイサーズはNBAに新規チームとして参加したが、NBAに支払った加入金が高額であり、その外にも試合のテレビ放送による収益を得ることを禁じられるなどの制限のためにチームは存続の危機を迎えた。地元財界による支援などで辛うじてこの状況を克服し、以降もペイサーズはNBAのチームとして残ることになった。
ABA時代からチームの監督はスリック・レナードが務めたが、NBA加入後チームの勝率は5割台に届かない年が続いた。1980年代に入るとジャック・マキニーが代わって監督に就いたがチーム成績は悪化し、勝率は数シーズンにわたり3割程度をさ迷った。この低迷は80年代を通して変わらなかった。

### ミラーの時代

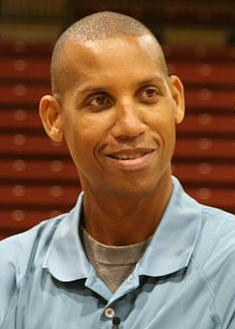
レジー・ミラー

ペイサーズは80年代後半に後の時代の核となる選手を獲得した。1986年にドラフト4位で指名したチャック・パーソンはそのシーズン新人王になり、トレードされるまでの3年間チームを引っ張った。翌年11位で指名されたレジー・ミラーはのちにペイサーズ史上最も著名な選手となり、1988年にはオランダ人センターリック・スミッツを獲得した。
1990年代前半までチームは勝率5割程度まで持ち直したが、東地区有数の強豪になるのは1993年に名将ラリー・ブラウンをヘッドコーチに迎えて以降だった。ペイサーズは勝ち数50程度にまで成長したが、プレイオフではより印象的な活躍を見せた。東地区のライバルだったニューヨーク・ニックスとの対決や、レジー・ミラーが見せた数々の逆転劇は注目を集めた。しかしチームはNBAファイナルに進むことはできず、1996-97シーズンには主力の怪我のため成績が低迷し、シーズンが終わるとラリー・ブラウンは辞任した。
ブラウンの後を継いだのはかつて選手として名を馳せたラリー・バードだった。バードがヘッドコーチに就いた最初のシーズン、ペイサーズはチーム史上最多の58勝をあげた。このシーズンのプレイオフではシカゴ・ブルズを追い詰めたが一歩及ばず敗退。翌シーズンも地区決勝でニューヨーク・ニックスに敗れた。続く1999-2000シーズンにはついにNBAファイナルに進出するが、ロサンゼルス・レイカーズに2勝4敗で敗退した。バードはこのシーズンを最後に辞任した。
次にペイサーズのヘッドコーチに就任したのはアイザイア・トーマスだった。リック・スミッツの引退や、ジャーメイン・オニール獲得のためデイル・デイヴィスを放出するなど以降3シーズンは再建の時期に入った。勝率は5割程度、プレーオフでは1回戦での敗退が続き、トーマス3年目にゼネラルマネージャーに就任したラリー・バードは、現役時代から因縁があったトーマスを解任。代わってリック・カーライルをヘッドコーチに据えた。

### オニールの時代
2003-04シーズン、オニール、ロン・アーテスト、アル・ハリントン、ジャマール・ティンズリーらの若手とベテランのミラーを中心に快進撃を続け、ペイサーズはリーグ最高の61勝をあげる。この年のオールスターにオニールとアーテストが出場し、アーテストは最優秀守備選手賞を受賞した。しかし、プレーオフではその年優勝するデトロイト・ピストンズにカンファレンスファイナルで敗れた。
2004-05シーズンでは、オフにスティーブン・ジャクソンを補強して万全の体制でシーズンを迎えた。しかし、シーズン序盤に試合中に暴行事件を起こし、多くの主力選手を大幅な出場停止で失う。事件後、主力選手を多く欠く中でミラーを中心にシーズンを戦い、イースタンカンファレンス第6シードでプレーオフに進出した。しかし、カンファレンスセミファイナルでピストンズに敗れ、ミラーは現役引退した。

### 2004年の乱闘事件
- 2004年11月19日、デトロイトの本拠地パレス・オブ・オーバーン・ヒルズ（the Palace at Auburn Hills）で行われたペイサーズ対ピストンズ戦で、NBA史上最悪の選手とファンを巻き込んだ喧嘩とも言うべき乱闘が起こった。ロン・アーテストがベン・ウォーレスに対して激しいファウルを犯し、選手同士での小競り合いが始まった。いざこざの最中、憮然として寝そべっていたアーテストに対し、観客席のピストンズのファン、ジョン・グリーンがコーラの入った紙コップを投げつけ、激昂したアーテストが観客席に駆け上ると、事態は最悪の方向へ向かってしまう。アーテストは男性のファンを思い切り押し倒し、また後方から突入してきたスティーブン・ジャクソンは、別の男性のファンに右の拳で殴ってしまう（もちろん、いずれもピストンズファンである）。さらにジャーメイン・オニールも観客席に入り、会場は騒然となった。さらにこの後も、フロアに乱入した男性のファンにアーテストは殴りかかった。試合は46秒を残して打ち切られ(後日放棄試合が宣告された)、双方の選手は退場した。また、この退場の際に観客からたくさんの物（紙コップやポップコーン、コーラ）が投げつけられ、選手達には容赦なくブーイングと罵声が浴びせられた。一部の選手は、退場の際にも観客と口論になった。
- 観客への暴力行為はもってのほかであるが、NBAでは選手による観客席への立ち入りを厳禁していた。コミッショナーのデビッド・スターンは、NBAはもとより、全米プロスポーツ史上に汚点を残すことになってしまったこの事態を厳粛に受け止め、複数の選手に厳しい処分を下した。
- 双方のチーム、およびプレイヤーは謝罪を行い、関係した選手を欠場させることが決定された。さらにNBAは会場での警備、および試合中での双方の振る舞いについて、より厳粛なルールを設けることを決定した。
- ペイサーズ側
  - ロン・アーテスト(残り全てのレギュラーシーズン及びプレイオフ出場停止）
  - スティーブン・ジャクソン(30試合出場停止）
  - ジャーメイン・オニール(25試合出場停止、後に15試合出場停止に処分軽減）
  - アンソニー・ジョンソン(5試合出場停止）
- ピストンズ側
  - ベン・ウォレス(6試合出場停止）
- 2006年、アーテストに紙コップを投げ付けたジョン・グリーンは永久にパレス・オブ・オーバーン・ヒルズの出入禁止となる処分を受けた。

2005-06シーズンは、アーテストの問題発言や行動に悩まされたり（後にペジャ・ストヤコビッチとのトレードでサクラメント・キングスに移籍）、オニールのケガなどで主力がなかなか揃わない状態が続きチームも低迷。プレーオフでも1回戦で敗退した。

### 低迷の時代
2006-07シーズンでは、シーズン中盤にジャクソン、ハリントンら主力をゴールデンステート・ウォリアーズに放出、代わりにマイク・ダンリービー・ジュニア、トロイ・マーフィーらを獲得する大きなチーム改革を行った。しかし、チームは思うように成績が上がらず、プレーオフには進出できなかった。このシーズンを最後に、3年連続プレーオフ進出を果たしてきたリック・カーライルは解任された。

### グレンジャーの時代
2007-08シーズンは、ヘッドコーチにジム・オブライエンが就任した。故障がちのオニールに代わって、ダニー・グレンジャーがエースプレイヤーとして台頭してきた。この年もオニールやティンズリーのケガもあり、プレーオフには進出できなかった。
2008-09シーズンは、ドラフト17位でロイ・ヒバートを獲得した。オフにオニールをトレードでトロント・ラプターズに放出し、グレンジャーを中心としたチームになった。グレンジャーは自身初のオールスター出場するなど成長を見せたが、チームは3シーズン連続プレーオフ進出を逃した。
2009-10シーズン、ドラフト1巡目13位でタイラー・ハンズブローを獲得した。チームの財政難もあって大きな補強はできず、成績の低迷は続き、前年を下回る32勝50敗と10年来で最低の成績に終わった。
2010-11シーズン、ドラフト1巡目10位でポール・ジョージ、2巡目40位でランス・スティーブンソンを獲得した。2008年から2010年までの、主力トロイ・マーフィーを放出し、調子の上がらないT・J・フォードに代わるPGとしてニューオリンズ・ホーネッツでクリス・ポールの控えだったダレン・コリソンを獲得し開幕を迎えた。開幕から17勝27敗と大きく負け越した時点でジム・オブライエンはヘッドコーチを退任し、アシスタントコーチだったフランク・ヴォーゲルが暫定ヘッドコーチに就任し、20勝19敗と勝ち越し、8位でプレーオフ進出を決めた。1stラウンドは、好調のデリック・ローズを擁するシカゴ・ブルズと対戦し、1勝は上げたが敗退した。

### チーム再編
2011-12シーズン、ドラフト1順目で指名したカワイ・レナードの交渉権をサンアントニオ・スパーズに譲渡し、地元出身のジョージ・ヒルを獲得した。フロントコートの補強にFAのデビッド・ウェストと契約し、昨シーズンの実績を買われ正ヘッドコーチに就任したフランク・ヴォーゲルによる本格的なチーム作りが始まった。飛び抜けたプレーヤー一人で引っ張るのではなく、チーム全員の貢献で、ウェスト3位の42勝24敗でプレーオフに進み、7シーズンぶりの1stラウンド突破を果たしたが、セミファイナルでレブロン・ジェームズ率いるマイアミ・ヒートに2勝したが、敗退した。

### ポール・ジョージの時代

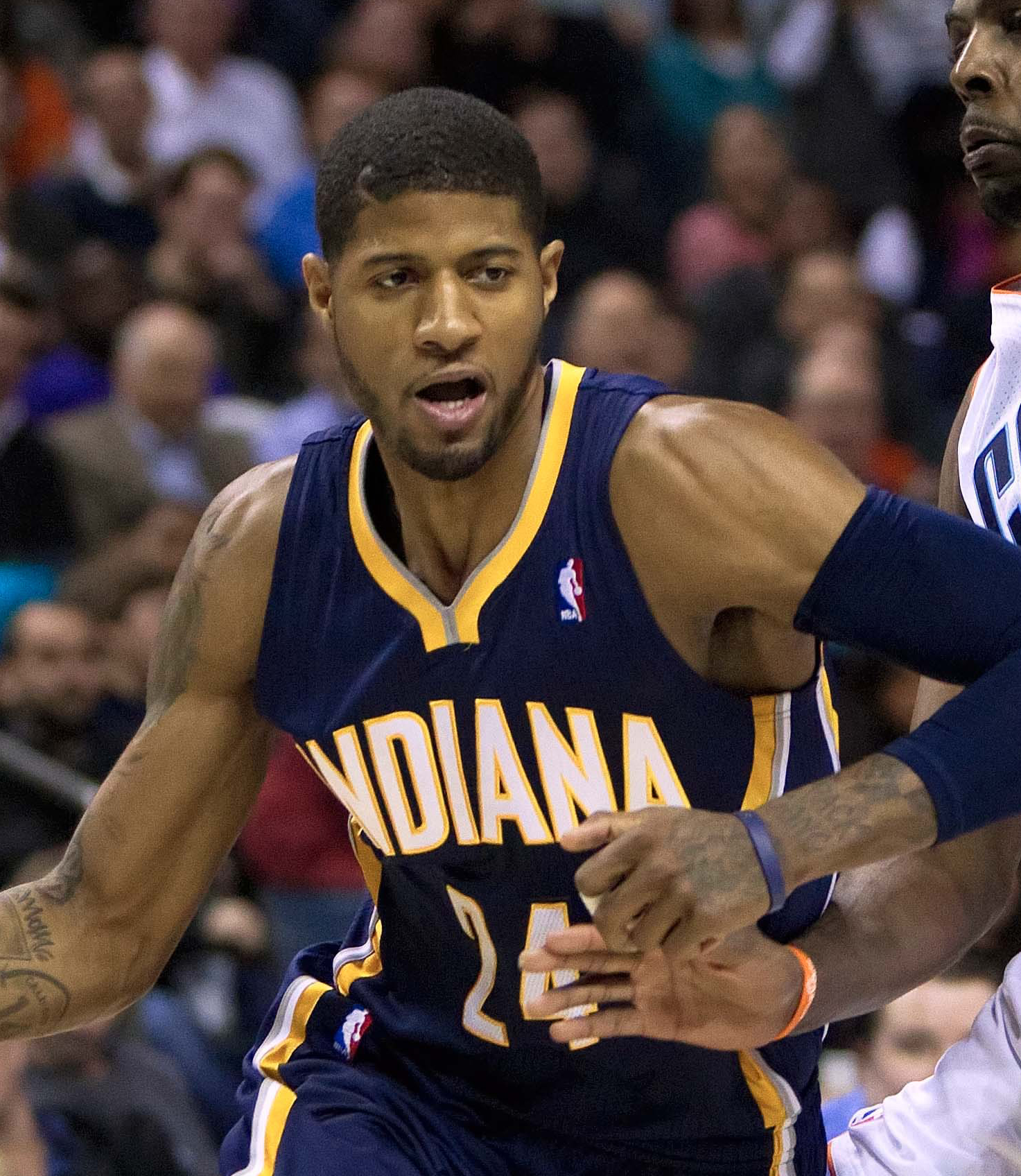
ポール・ジョージ

2012-13シーズン、ヒバートの控えとしてダラス・マーベリックスからイアン・マヒンミを獲得。強力なディフェンスとリバウンド力を活かし、膝の故障で5試合のみの出場に終わったグランジャーの穴を埋め、49勝32敗の好成績で9年ぶりのディビジョン優勝を果たした。ポール・ジョージはこの年初めてNBAオールスターにも出場し、MIPも受賞した。プレーオフではアトランタ・ホークス、ニューヨーク・ニックスを下し、昨年敗れたヒートを3敗まで追い込みカンファレンス優勝に王手をかけたが、最終戦で敗れ、シーズンを終えた。

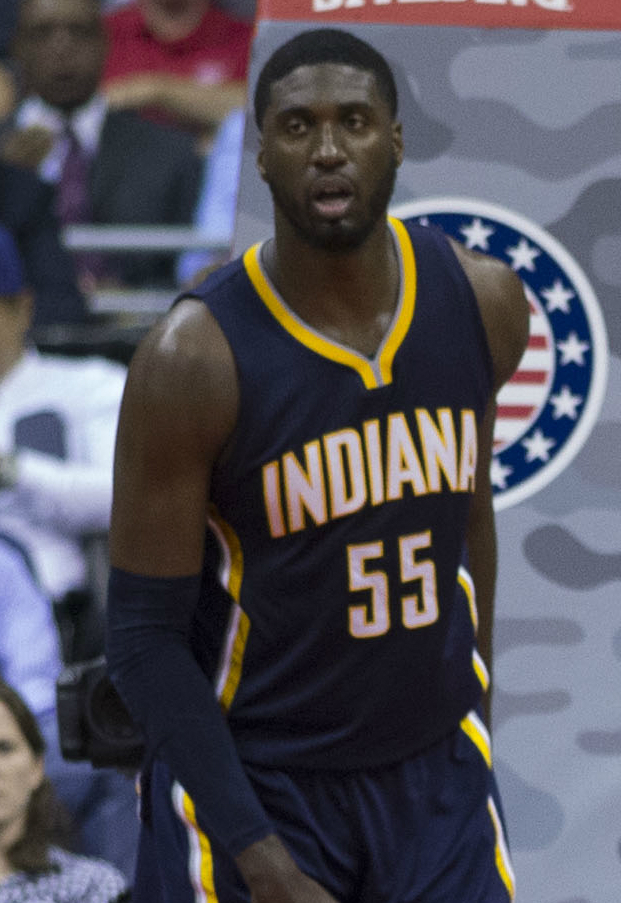
ロイ・ヒバート

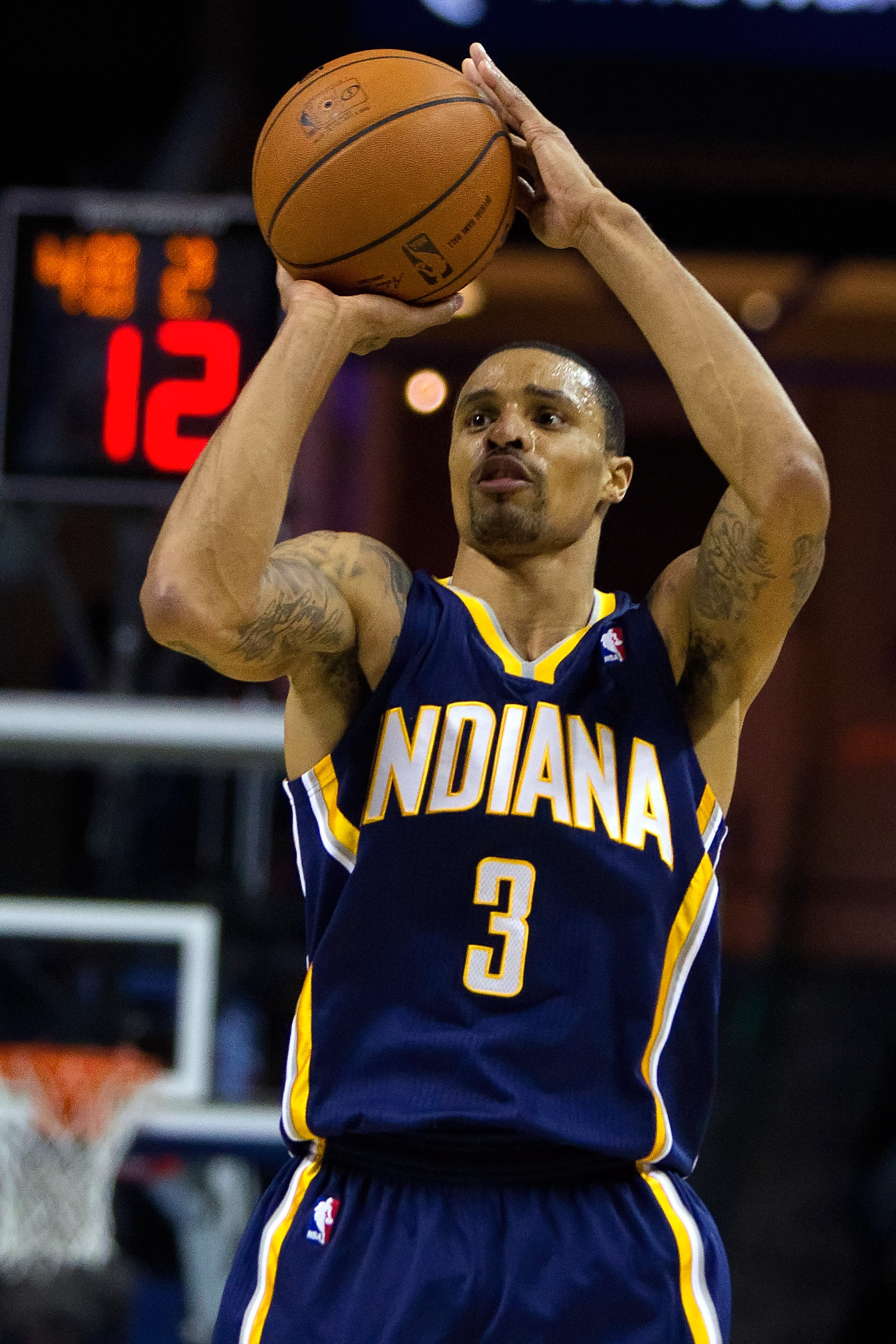
ジョージ・ヒル

2013-14シーズン、ルイス・スコラを獲得し、フロントコートの厚みを増し、開幕を迎えた。シーズン途中その時点でローテションで不要になりつつあったグレンジャーを放出。チームは56勝26敗でイースト首位の好成績でレギュラーシーズンを締めくくりプレーオフに期待を持たせた。1回戦では前年勝利しているホークスとの対戦となり、ジーズン終盤に調子を落としていたこともあり苦戦を強いられたが、最終戦でなんとか勝ち抜けた。セミファイナルは、終盤戦に調子を上げて、1回戦でシカゴ・ブルズを破ったワシントン・ウィザーズとの対戦となったが第6戦で勝ち抜け、2年連続でのカンファレンスファイナル進出を決めた。しかしファイナルでは、マイアミ・ヒートに3年連続で敗れ、シーズンを終えた。
2014-15シーズンは、オフに夏のアメリカ代表キャンプに参加していたジョージが、右足を解放骨折するという事態に見舞われた。更に開幕後もデビッド・ウェストやジョージ・ヒルなどが怪我で欠場。既にランス・スティーブンソンをFAで失っていた(シャーロット・ホーネッツに移籍)ため、ロイ・ヒバートを除いて、前シーズンからスターターが、4人も入れ替わるという異常事態に陥った。不測の事態で前シーズンから様変わりしたチームは、勝率5割を切る苦しい闘いを強いられ、2015年3月31日のブルックリン・ネッツ戦に敗れ、2010-11シーズン以来のシーズン負け越しが決定。結局は38勝44敗に終わり、プレーオフ不出場も確定した。
2015-16シーズンは、ジョージが重傷から完全復活し、チームを牽引。ヒバート、ウェストを放出し、懸念されたインサイド陣も、初のスターターに起用されたイアン・マヒンミがキャリアハイの活躍を見せれば、ルーキーのマイルス・ターナーも台頭し、2シーズン振りのプレーオフ進出を決めた。プレーオフでは1回戦でトロント・ラプターズと激戦を演じたものの3勝4敗で敗退し、この結果を受けてフランク・ヴォーゲルHCは解任された。
2016-17シーズンは、HCにトップACのネイト・マクミランを昇格。2016年のNBAドラフト開催日には三角トレードでジェフ・ティーグを獲得するなど、活発に動くも、レギュラーシーズンは成果が見られず、42勝40敗で終了。プレーオフには駒を進めたが、1回戦で前シーズンチャンピオンのクリーブランド・キャバリアーズに4戦全敗のスイープ負けを喫した。

### ポール・ジョージからビクター・オラディポへ
2017年7月1日、チームにトレードを要求したポール・ジョージをビクター・オラディポ、ドマンタス・サボニスとのトレードによりオクラホマシティ・サンダーに放出した。2017年10月18日のブルックリン・ネッツとのシーズン開幕戦でオラディポは22得点、5リバウンド、4アシスト、4スティールを記録、試合はペイサーズが140-131で勝利した。その後、チームは44勝38敗のカンファレンス5位でプレーオフ進出。プレーオフでは1回戦で昨シーズンスウィープを喫したクリーブランド・キャバリアーズを相手に最終第7戦までもつれ込むが敗戦。
2018-19シーズンは、1月にオラディポが負傷し早くもシーズン終了となるピンチを迎えたが、マイルス・ターナーやボヤン・ボグダノヴィッチを筆頭にエースの穴をチーム全員で埋め、昨季よりも上の48勝34敗でカンファレンス5位の成績でプレーオフに進出した。プレーオフでは、1回戦でボストン・セルティックスにスウィープされた。
2019-20シーズンには、ボグダノヴィッチをユタ・ジャズに放出したが、アトランタ・ホークスから金銭のみのトレードで獲得したT・J・ウォーレンが、ジョージの正式な後釜として存分に機能し、新型コロナウイルスにおけるシーズン中断・縮小があったものの昨シーズンを上回る勝率でプレーオフに進出した。しかし主力に怪我人が続出したこともあり、1回戦でマイアミ・ヒートに4戦全敗のスウィープ負けを喫した。

## シーズンごとの成績
Note: 勝 = 勝利数, 敗 = 敗戦数, % = 勝率 
| シーズン                 | 勝    | 敗    | %    | プレーオフ                                                                  | 結果 |
| ------------------------ | ----- | ----- | ---- | --------------------------------------------------------------------------- | --- |
| インディアナ・ペイサーズ |       |       |      |                                                                             | |
| 1967-68                  | 38    | 40    | .487 | 地区準決勝敗退                                                              | ピッツバーグ 3, ペイサーズ 0                                                                            |
| 1968-69                  | 44    | 34    | .564 | 地区準決勝勝利 地区決勝勝利 ABAファイナル敗退                               | ペイサーズ 4, ケンタッキー 3 ペイサーズ 4, マイアミ 1 オークランド 4, ペイサーズ 1                      |
| 1969-70                  | 59    | 25    | .702 | 地区準決勝 地区決勝 ABAファイナル優勝                                       | ペイサーズ 4, カロライナ 0 ペイサーズ 4, ケンタッキー 1 ペイサーズ 4, ロサンゼルス 2                    |
| 1970-71                  | 58    | 26    | .690 | 地区準決勝勝利 地区決勝敗退                                                 | ペイサーズ 4, メンフィス 0 ユタ 4, ペイサーズ 3                                                         |
| 1971-72                  | 47    | 37    | .560 | 地区準決勝 地区決勝勝利 ABAファイナル優勝                                   | ペイサーズ 4, ナゲッツ 3 ペイサーズ 4, ユタ 3 ペイサーズ 4, ニューヨーク 2                              |
| 1972-73                  | 51    | 33    | .607 | 地区準決勝勝利 地区決勝勝利 ABAファイナル優勝                               | ペイサーズ 4, ナゲッツ 1 ペイサーズ 4, ユタ 2 ペイサーズ 4, ケンタッキー 3                              |
| 1973-74                  | 46    | 38    | .548 | 地区準決勝勝利 地区決勝敗退                                                 | ペイサーズ 4, スパーズ 3 ユタ 4, ペイサーズ 3                                                           |
| 1974-75                  | 45    | 39    | .536 | 地区準決勝勝利 地区決勝勝利 ABAファイナル敗退                               | ペイサーズ 4, スパーズ 2 ペイサーズ 4, ナゲッツ 3 ケンタッキー 4, ペイサーズ 1                          |
| 1975-76                  | 39    | 45    | .464 | 地区準決勝敗退                                                              | ケンタッキー 2, ペイサーズ 1                                                                            |
| 1976-77                  | 36    | 46    | .439 |                                                                             | |
| 1977-78                  | 31    | 51    | .378 |                                                                             | |
| 1978-79                  | 38    | 44    | .463 |                                                                             | |
| 1979-80                  | 37    | 45    | .451 |                                                                             | |
| 1980-81                  | 44    | 38    | .537 | 1回戦敗退                                                                   | シクサーズ 2, ペイサーズ 0                                                                              |
| 1981-82                  | 35    | 47    | .427 |                                                                             | |
| 1982-83                  | 20    | 62    | .244 |                                                                             | |
| 1983-84                  | 26    | 56    | .317 |                                                                             | |
| 1984-85                  | 22    | 60    | .268 |                                                                             | |
| 1985-86                  | 26    | 56    | .317 |                                                                             | |
| 1986-87                  | 41    | 41    | .500 | 1回戦敗退                                                                   | ホークス 3, ペイサーズ 1                                                                                |
| 1987-88                  | 38    | 44    | .463 |                                                                             | |
| 1988-89                  | 28    | 54    | .341 |                                                                             | |
| 1989-90                  | 42    | 40    | .683 | 1回戦敗退                                                                   | ピストンズ 3, ペイサーズ 0                                                                              |
| 1990-91                  | 41    | 41    | .500 | 1回戦敗退                                                                   | セルティックス 3, ペイサーズ 2                                                                          |
| 1991-92                  | 40    | 42    | .488 | 1回戦敗退                                                                   | セルティックス 3, ペイサーズ 0                                                                          |
| 1992-93                  | 41    | 41    | .500 | 1回戦敗退                                                                   | ニックス 3, ペイサーズ 1                                                                                |
| 1993-94                  | 47    | 35    | .573 | 1回戦勝利 カンファレンス準決勝勝利 カンファレンス決勝敗退                   | ペイサーズ 3, マジック 0 ペイサーズ 4, ホークス 2 ニックス 4, ペイサーズ 3                              |
| 1994-95                  | 52    | 30    | .634 | 1回戦勝利 カンファレンス準決勝勝利 カンファレンス決勝敗退                   | ペイサーズ 3, ホークス 0 ペイサーズ 4, ニックス 3 マジック 4, ペイサーズ 3                              |
| 1995-96                  | 52    | 30    | .634 | 1回戦敗退                                                                   | ホークス 3, ペイサーズ 2                                                                                |
| 1996-97                  | 39    | 43    | .476 |                                                                             | |
| 1997-98                  | 58    | 24    | .707 | 1回戦勝利 カンファレンス準決勝 カンファレンス決勝敗退                       | ペイサーズ 3, キャバリアーズ 1 ペイサーズ 4, ニックス 1 ブルズ 4, ペイサーズ 3                          |
| 1998-99                  | 33    | 17    | .660 | 1回戦勝利 カンファレンス準決勝 カンファレンス決勝                           | ペイサーズ 3, バックス 0 ペイサーズ 4, シクサーズ 0 ニックス 4, ペイサーズ 2                            |
| 1999-2000                | 56    | 26    | .683 | 1回戦勝利 カンファレンス準決勝勝利 カンファレンス決勝勝利 NBAファイナル敗退 | ペイサーズ 3, バックス 2 ペイサーズ 4, シクサーズ 2 ペイサーズ 4, ニックス 2 レイカーズ 4, ペイサーズ 2 |
| 2000-01                  | 41    | 41    | .500 | 1回戦敗退                                                                   | シクサーズ 3, ペイサーズ 1                                                                              |
| 2001-02                  | 42    | 40    | .512 | 1回戦敗退                                                                   | ネッツ 3, ペイサーズ 2                                                                                  |
| 2002-03                  | 48    | 34    | .585 | 1回戦敗退                                                                   | セルティックス 4, ペイサーズ 2                                                                          |
| 2003-04                  | 61    | 21    | .744 | 1回戦勝利 カンファレンス準決勝勝利 カンファレンス決勝                       | ペイサーズ 4, セルティックス 0 ペイサーズ 4, ヒート 2 ピストンズ 4, ペイサーズ 2                        |
| 2004-05                  | 44    | 38    | .537 | 1回戦勝利 カンファレンス準決勝敗退                                          | ペイサーズ 4, セルティックス 3 ピストンズ 4, ペイサーズ 2                                               |
| 2005-06                  | 41    | 41    | .500 | 1回戦敗退                                                                   | ネッツ 4, ペイサーズ 2                                                                                  |
| 2006-07                  | 35    | 47    | .427 |                                                                             | |
| 2007-08                  | 36    | 46    | .439 |                                                                             | |
| 2008-09                  | 36    | 46    | .439 |                                                                             | |
| 2009-10                  | 32    | 50    | .390 |                                                                             | |
| 2010-11                  | 37    | 45    | .451 | 1回戦敗退                                                                   | ブルズ 4, ペイサーズ 1                                                                                  |
| 2011-12                  | 42    | 24    | .636 | 1回戦勝利 カンファレンス準決勝敗退                                          | ペイサーズ 4, マジック 1 ヒート 4, ペイサーズ 2                                                         |
| 2012-13                  | 49    | 32    | .605 | 1回戦勝利 カンファレンス準決勝勝利 カンファレンス決勝敗退                   | ペイサーズ 4, ホークス 2 ペイサーズ 4, ニックス 2 ヒート 4, ペイサーズ 3                                |
| 2013-14                  | 56    | 26    | .683 | 1回戦勝利 カンファレンス準決勝勝利 カンファレンス決勝敗退                   | ペイサーズ 4, ホークス 3 ペイサーズ 4, ウィザーズ 2 ヒート 4,ペイサーズ 2                               |
| 2014-15                  | 38    | 44    | .463 |                                                                             | |
| 2015-16                  | 45    | 37    | .549 | 1回戦敗退                                                                   | ラプターズ 4, ペイサーズ 3                                                                              |
| 2016–17                  | 42    | 40    | .512 | 1回戦敗退                                                                   | キャバリアーズ 4, ペイサーズ 0                                                                          |
| 2017–18                  | 48    | 34    | .585 | 1回戦敗退                                                                   | キャバリアーズ 4, ペイサーズ 3                                                                          |
| 2018–19                  | 48    | 34    | .585 | 1回戦敗退                                                                   | セルティックス4, ペイサーズ0                                                                            |
| 2019–20                  | 45    | 28    | .616 | 1回戦敗退                                                                   | ヒート4, ペイサーズ0                                                                                    |
| 2020–21                  | 34    | 38    | .472 |                                                                             | |
| 2021–22                  | 25    | 57    | .305 |                                                                             | |
| 2022–23                  | 35    | 47    | .427 |                                                                             | |
| 2023–24                  | 47    | 35    | .573 | 1回戦勝利 カンファレンス準決勝勝利 カンファレンス決勝敗退                   | ペイサーズ 4, バックス 2 ペイサーズ 4, ニックス 3 セルティックス 4,ペイサーズ 0                         |
| 通算勝敗                 | 2,357 | 2,255 | .511 |                                                                             | |
| プレーオフ               | 192   | 185   | .509 |                                                                             | |

## 主な選手

### 保有するドラフト交渉権
ペイサーズは、NBA以外のリーグでプレーしている以下の未契約ドラフト指名選手の交渉権を保有している。ドラフトで指名された選手（海外出身の選手または大学選手で、ドラフトで指名したチームと契約していない選手）は、NBA以外のどのチームとでも契約することが認められており、この場合、そのチームは、その選手のNBA以外のチームとの契約が終了してから1年後まで、その選手のNBAでの交渉権を保持することになる。このリストには、他球団とのトレードで獲得した交渉権も含まれている。
| ドラフト年 | 巡目 | 指名権 | 選手           | ポジション | 国籍             | 現所属チーム                                      | 注釈                             | 参照 |
| ---------- | ---- | ------ | -------------- | ---------- | ---------------- | ------------------------------------------------- | -------------------------------- | ---- |
| 2023       | 2    | 47     | モハビ・キング | G          | ニュージーランド | ニュージーランド・ブレイカーズ (ニュージーランド) | ロサンゼルス・レイカーズから獲得 |      |

### 年代別主要選手
太文字…殿堂入り選手 (C)…優勝時に在籍した選手 (M)…在籍時にMVPを獲得した選手 (50)…偉大な50人 (75)…偉大な75人
| 1960年代 - ロジャー・ブラウン (Roger Brown) ：1967-1974 (C) - フレディ・ルイス (Freddie Lewis) ：1967-1974 (C) - ボブ・ネトリッキー (Bob Netolicky) ：1967-1972 (C)、1973-1976 - メル・ダニエルズ (Mel Daniels) ：1968-1974 (C) 1970年代 - ジョージ・マクギニス (George McGinnis) ：1971-1975 (C)(M)、1980-1982 - ドン・ブージー (Don Buse) ：1972-1977 (C)、1980-1982 - アレックス・イングリッシュ (Alex English) ：1978-1980 - ビリー・ナイト (Billy Knight) ：1974-1977、1979-1980 1980年代 - カーク・ケロッグ (Clark Kellogg) ：1982-1987 - ヴァーン・フレミング (Vern Fleming) ：1984-1995 - チャック・パーソン (Chuck Person) ：1986-1992 - レジー・ミラー (Reggie Miller) ：1987-2005 (75) - リック・スミッツ (Rik Smits) ：1988-2000 - デトレフ・シュレンプ (Detlef Schrempf) ：1989-1993 1990年代 - デイル・デイビス (Dale Davis) ：1991-2000 - アントニオ・デイビス (Antonio Davis) ：1993-1999 - デリック・マッキー (Derrick McKey) ：1993-2001 - マーク・ジャクソン (Mark Jackson) ：1994-1996、1997-2000 - ジェイレン・ローズ (Jalen Rose) ：1996-2002 - クリス・マリン (Chris Mullin) ：1997-2000 - オースティン・クロージェア (Austin Croshere) : 1997-2006 - サム・パーキンス (Sam Perkins) : 1998-2001 - アル・ハリントン (Al Harrington) : 1998-2004 , 2006-2007 - ジェフ・フォスター (Jeff Foster) :1999-2012 2000年代 - ジャーメイン・オニール (Jermaine O'Neal) ：2000-2008 - ジャマール・ティンズリー (Jamaal Tinsley) ：2001-2009 - ロン・アーテスト (Ron Artest) ：2002-2005 - フレッド・ジョーンズ (Fred Jones) ：2002-2005 - ダニー・グレンジャー (Danny Granger) ：2005-2014 - ペジャ・ストヤコヴィッチ (Peja Stojaković) ：2006 - マーキス・ダニエルズ (Marquis Daniels) :2006-2009 - マイク・ダンリービー・ジュニア (Mike Dunleavy Jr.) :2007-2011 - ロイ・ヒバート (Roy Hibbert) : 2008-2015 - ダンテイ・ジョーンズ (Dahntay Jones) : 2009-2012 - タイラー・ハンズブロー(Tyler Hansbrough) : 2009-2013 | 2010年代 - ポール・ジョージ(Paul George) : 2010-2017 - ランス・スティーブンソン (Lance Stephenson) : 2010-2014 , 2017 - ダレン・コリソン (Darren Collison) : 2010-2012, 2017-2019 - デビッド・ウェスト (David West) : 2011-2015 - ジョージ・ヒル (George Hill) : 2011-2016 - イアン・マヒンミ (Ian Mahinmi) : 2012- 2016 - ジェラルド・グリーン (Gerald Green) : 2012-2013 - ルイス・スコラ (Luis Scola) : 2013-2015 - ロドニー・スタッキー (Rodney Stuckey) ：2014-2017 - モンタ・エリス (Monta Ellis) : 2015-2017 - マイルズ・ターナー (Myles Turner) : 2015-2025 - ジェフ・ティーグ (Jeff Teague) : 2016-2017 - サディアス・ヤング (Thaddeus Young) : 2016-2019 - アル・ジェファーソン (Al Jefferson) : 2016-2018 - ボヤン・ボグダノビッチ (Bojan Bogdanović) : 2017-2019 - ビクター・オラディポ (Victor Oladipo) : 2017-2020 - ドマンタス・サボニス (Domantas Sabonis) : 2017-2022 - コーリー・ジョセフ (Corey Joseph) : 2017-2019 - ダグ・マクダーモット (Doug McDermott) : 2018-2021, 2024 - ジャスティン・ホリデー (Justin Holiday) : 2019-2022 - マルコム・ブログドン (Malcolm Brogdon) : 2019-2022 - T・J・マッコネル (T. J. McConnell) : 2019- - T・J・ウォーレン (T. J. Warren) : 2019-2022 2020年代 - カリス・レヴァート (Caris LeVert) : 2021-2022 - クリス・ドゥアルテ (Chris Duarte) : 2021-2023 - タイリース・ハリバートン (Tyrese Haliburton) : 2022- - ベネディクト・マサリン (Bennedict Mathurin) : 2022- - アーロン・ネスミス (Aaron Nesmith) : 2022- - アンドリュー・ネムハード (Andrew Nembhard) : 2022- - パスカル・シアカム (Pascal Siakam) : 2024- |

## コーチ、その他

### 歴代ヘッドコーチ
- ラリー・ステイバーマン (Larry Staverman) (1967-68/1968-69)
- スリック・レナード (Slick Leonard) (1968-69/1979-80)
- ジャック・マキニー (Jack McKinney) (1980-81/1983-84)
- ジョージ・アーバイン (George Irvine) (1984-85/1985-86)
- ジャック・ラムジー (Jack Ramsay) (1986-87/1988-89)
- メル・ダニエルズ (Mel Daniels) (1988-89)
- ジョージ・アーバイン (George Irvine) (1988-89)
- ディック・ヴェルサーチ (Dick Versace) (1988-89/1990-91)
- ボブ・ヒル (Bob Hill) (1990-91/1992-93)
- ラリー・ブラウン (Larry Brown) (1993-94/1996-97)
- ラリー・バード (Larry Bird) (1997-98/1999-00)
- アイザイア・トーマス (Isiah Thomas) (2000-01/2002-03)
- リック・カーライル (Rick Carlisle) (2003-07)
- ジム・オブライエン (Jim O'Brien) (2007-2011)
- フランク・ヴォーゲル (Frank Vorgel) (2011-2016)
- ネイト・マクミラン (Nate McMillan) (2016-2020)
- ネイト・ビョルクレン (Nate Bjorkgren) (2020-2021)
- リック・カーライル (Rick Carlisle) (2021-)

## 栄誉

### 永久欠番
| インディアナ・ペイサーズ永久欠番 | インディアナ・ペイサーズ永久欠番 | インディアナ・ペイサーズ永久欠番 | インディアナ・ペイサーズ永久欠番 | インディアナ・ペイサーズ永久欠番 |
| No.                              | 名前                             | ポジション                       | 在籍期間                         | 式典日                           |
| -------------------------------- | -------------------------------- | -------------------------------- | -------------------------------- | -------------------------------- |
| 30                               | ジョージ・マクギニス             | F                                | 1971–1975 1980–1982              | 1985年11月2日                    |
| 31                               | レジー・ミラー                   | G                                | 1987–2005                        | 2006年3月30日                    |
| 34                               | メル・ダニエルズ                 | C                                | 1968–1974                        | 1985年11月2日                    |
| 35                               | ロジャー・ブラウン               | F                                | 1967–1974, 1975                  | 1985年11月2日                    |
| 529 1                            | スリック・レナード               | ヘッドコーチ                     | 1968–1980                        | 1996年3月15日                    |

注釈
- 1 ペイサーズのヘッドコーチとしての勝利数を表している。
- 2022年8月11日に、NBAはビル・ラッセルの背番号「6」を全チームの永久欠番とした[9][10]。

### 殿堂入り
| インディアナ・ペイサーズ殿堂入り | インディアナ・ペイサーズ殿堂入り | インディアナ・ペイサーズ殿堂入り | インディアナ・ペイサーズ殿堂入り | インディアナ・ペイサーズ殿堂入り |
| 選手                             | 選手                             | 選手                             | 選手                             | 選手                             |
| No.                              | 名前                             | ポジション                       | 在籍期間                         | 殿堂入り                         |
| -------------------------------- | -------------------------------- | -------------------------------- | -------------------------------- | -------------------------------- |
| 22                               | アレックス・イングリッシュ       | F                                | 1978–1980                        | 1997                             |
| 4                                | エイドリアン・ダントリー         | F                                | 1977                             | 2008                             |
| 25                               | ガス・ジョンソン                 | F                                | 1972–1973                        | 2010                             |
| 17                               | クリス・マリン 1                 | F                                | 1997–2000                        | 2011                             |
| 34                               | メル・ダニエルズ                 | C                                | 1968–1974                        | 2012                             |
| 31                               | レジー・ミラー                   | G                                | 1987–2005                        | 2012                             |
| 1 35                             | ロジャー・ブラウン 2             | F                                | 1967–1974 1975                   | 2013                             |
| 30                               | ジョージ・マクギニス             | F                                | 1971–1975 1980–1982              | 2017                             |
| 14                               | ティム・ハーダウェイ             | G                                | 2003                             | 2022                             |
| コーチ                           |                                  |                                  |                                  |                                  |
| 名前                             | 名前                             | 役職                             | 在籍期間                         | 殿堂入り年                       |
| ジャック・ラムジー               | ジャック・ラムジー               | ヘッドコーチ                     | 1986–1988                        | 1992                             |
| ラリー・ブラウン                 | ラリー・ブラウン                 | ヘッドコーチ                     | 1993–1997                        | 2002                             |
| 529                              | スリック・レナード               | ヘッドコーチ                     | 1968–1980                        | 2014                             |
| 貢献者                           |                                  |                                  |                                  |                                  |
| 名前                             | 名前                             | 役職                             | 在籍期間                         | 殿堂入り年                       |
| ハーブ・サイモン                 | ハーブ・サイモン                 | オーナー                         | 1983–                            | 2024                             |

注釈
- 1 マリンはバルセロナ五輪代表チームとしても殿堂入りを果たした。
- 2 ブラウンの死後に殿堂入りとなった。

### FIBA殿堂入り
| インディアナ・ペイサーズFIBA殿堂入り | インディアナ・ペイサーズFIBA殿堂入り | インディアナ・ペイサーズFIBA殿堂入り | インディアナ・ペイサーズFIBA殿堂入り | インディアナ・ペイサーズFIBA殿堂入り |
| 選手                                 | 選手                                 | 選手                                 | 選手                                 | 選手                                 |
| No.                                  | 名前                                 | ポジション                           | 在籍期間                             | 殿堂入り                             |
| ------------------------------------ | ------------------------------------ | ------------------------------------ | ------------------------------------ | ------------------------------------ |
| 11                                   | デトレフ・シュレンプ                 | F                                    | 1989–1993                            | 2021                                 |
| 16                                   | ペジャ・ストヤコヴィッチ             | F                                    | 2006                                 | 2024                                 |
| 31                                   | レジー・ミラー                       | G                                    | 1987–2005                            | 2024                                 |

### ユーロリーグ殿堂入り
| インディアナ・ペイサーズユーロリーグ殿堂入り | インディアナ・ペイサーズユーロリーグ殿堂入り | インディアナ・ペイサーズユーロリーグ殿堂入り | インディアナ・ペイサーズユーロリーグ殿堂入り | インディアナ・ペイサーズユーロリーグ殿堂入り |
| 選手                                         | 選手                                         | 選手                                         | 選手                                         | 選手                                         |
| No.                                          | 名前                                         | ポジション                                   | 在籍期間                                     | 殿堂入り                                     |
| -------------------------------------------- | -------------------------------------------- | -------------------------------------------- | -------------------------------------------- | -------------------------------------------- |
| 3                                            | シャルーナス・ヤシケヴィチュス               | G                                            | 2005–2007                                    | 2015                                         |

## アリーナ
- インディアナ州立ファイヤーグランド・コロセウム 1967-1974
- マーケット・スクエアー・アリーナ 1974-1999
- ゲインブリッジ・フィールドハウス 1999-現在 (旧称 : コンセコ・フィールドハウス, バンカーズ・ライフ・フィールドハウス)

## チーム記録
- インディアナ・ペイサーズのチーム記録

## 脚註
1. ↑  Hotchkiss, Wheat (2017年7月28日). “Pacers Unveil New Look for 2017–18 Season”. NBA Media Ventures, LLC 2019年4月20日閲覧。
2. ↑  “Official Colors–Front Office”. 2020–21 Indiana Pacers Media Guide.   NBA Properties, Inc. (2020年12月22日). 2020年12月30日閲覧。
3. ↑  “Indiana Pacers Reproduction and Usage Guideline Sheet”.   NBA Properties, Inc.. 2016年8月10日閲覧。
4. ↑  “Pacers & Motorola Announce Multi-Year Partnership”. Pacers.com (Press release). NBA Media Ventures, LLC. 19 December 2018. 2018年12月19日閲覧.
5. ↑  ポール・ジョージがサンダーへトレード
6. ↑  “Revamped Pacers rely on new faces to cut down Nets 140-131” (英語). ESPN.com.  ESPN (2017年10月18日). 2018年2月21日閲覧。
7. ↑  “7th Heaven: LeBron carries Cavaliers past Pacers in Game 7” (英語). ESPN.com (2018年4月29日). 2018年4月30日閲覧。
8. ↑  Coon, Larry. “NBA Salary Cap FAQ – 2011 Collective Bargaining Agreement”. 2014年4月13日閲覧。 “If the player is already under contract to, or signs a contract with a non-NBA team, the team retains the player's draft rights for one year after the player's obligation to the non-NBA team ends. Essentially, the clock stops as long as the player plays pro ball outside the NBA.”
9. ↑  “Bill Russell's No. 6 jersey to be retired throughout NBA”. NBA.com (2022年8月11日). 2022年8月24日閲覧。
10. ↑  Golliver, Ben (2022年8月11日). “NBA permanently retires Bill Russell's No. 6”. Washington Post 2022年8月24日閲覧。